# Croix de Chavaux (métro de Paris)
Pour l’article ayant un titre homophone, voir Chavot.
Croix de Chavaux est une station de la ligne 9 du métro de Paris, située dans la commune de Montreuil.

## Situation
La station est établie à l'ouest de la place Jacques-Duclos et approximativement orientée est-ouest, selon l'axe de la rue de Paris (RN 302). Elle s'intercale entre la station Robespierre et le terminus oriental : Mairie de Montreuil.

## Histoire
La station est ouverte le 14 octobre 1937 avec la mise en service du dernier prolongement de la ligne 9 depuis Porte de Montreuil jusqu'à Mairie de Montreuil.

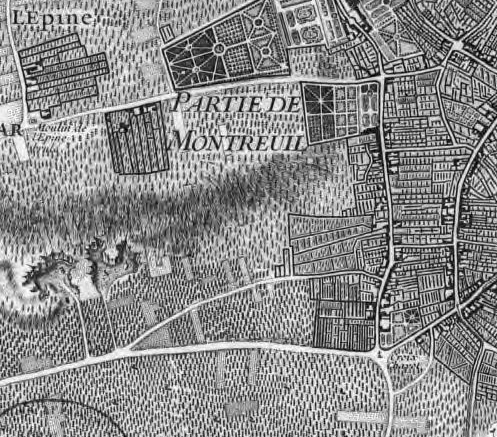
Montreuil et la croix de Chavaux sur le plan de Roussel en 1730, dans le coin inférieur droit.

Elle doit sa dénomination à son implantation sous l'actuelle place Jacques-Duclos, alors baptisée Croix-de-Chavaux et localisée à l'intersection de six routes, lesquelles conduisaient à Paris vers l'ouest, Rosny-sous-Bois à l'est, Bagnolet au nord et Vincennes au sud. Le terme de « croix » provient d'une croix monumentale ou croix de carrefour qui est visible sur le plan de Roussel ainsi que la carte de Cassini, tandis que le nom de « chavaux » résulterait d'une déformation du mot « chevaux » ; à ce carrefour se trouvait un relais où l'on changeait les chevaux des malles-poste et autres diligences.
Le patronyme de Place Jacques-Duclos figure quant à lui en tant que sous-titre, ce dernier étant toutefois absent des plans. Jacques Duclos, résident de la commune de Montreuil, était un ancien dirigeant du Parti communiste français.
Comme un tiers des stations du réseau entre 1974 et 1984, les quais sont modernisés en style « Andreu-Motte », de couleur jaune en l'occurrence. Dans le cadre du programme « Renouveau du métro » de la RATP, les couloirs de la station ont été rénovés dans le courant des années 2000.
En 2016, les quais se voient retirer leurs banquettes maçonnées en carrelage jaune plat de style « Motte », de même que les sièges « coque » caractéristiques dont elles étaient surmontées jusqu'alors, au profit d'assises contemporaines.
En 2019, 4 954 717 voyageurs sont entrés à cette station ce qui la place à la 85e position des stations de métro pour sa fréquentation.
En 2020, avec la crise du Covid-19, 2 839 564 voyageurs sont entrés dans cette station ce qui la place à la 60e position des stations de métro pour sa fréquentation.
En 2021, la fréquentation remonte progressivement, avec 3 729 545 voyageurs qui sont entrés dans cette station ce qui la place à la 68e position des stations de métro pour sa fréquentation.

## Services aux voyageurs

### Accès
La station dispose de cinq accès, tous constitués d'escaliers fixes :
- l'accès 1 « Place Jacques-Duclos », orné d'un candélabre Dervaux, débouchant au sud-ouest de la place face au no 2 de l'avenue Paul-Langevin ;
- l'accès 2 « Rue de Paris », également agrémenté d'un mât Dervaux, se trouvant au droit du no 24 de cette rue à l'angle avec le boulevard Chanzy ;
- l'accès 3 « Boulevard Chanzy - Centre commercial » se situant face au no 1 de l'avenue de la Résistance ;
- l'accès 4 « Rue Kléber - Office du tourisme », doté d'un totem Dervaux, débouchant au droit du no 3 de l'avenue Paul-Langevin ;
- l'accès 5 « Place du Marché » se trouvant au sud-ouest de cette place face au no 48 de la rue de Paris.

Accès à la station
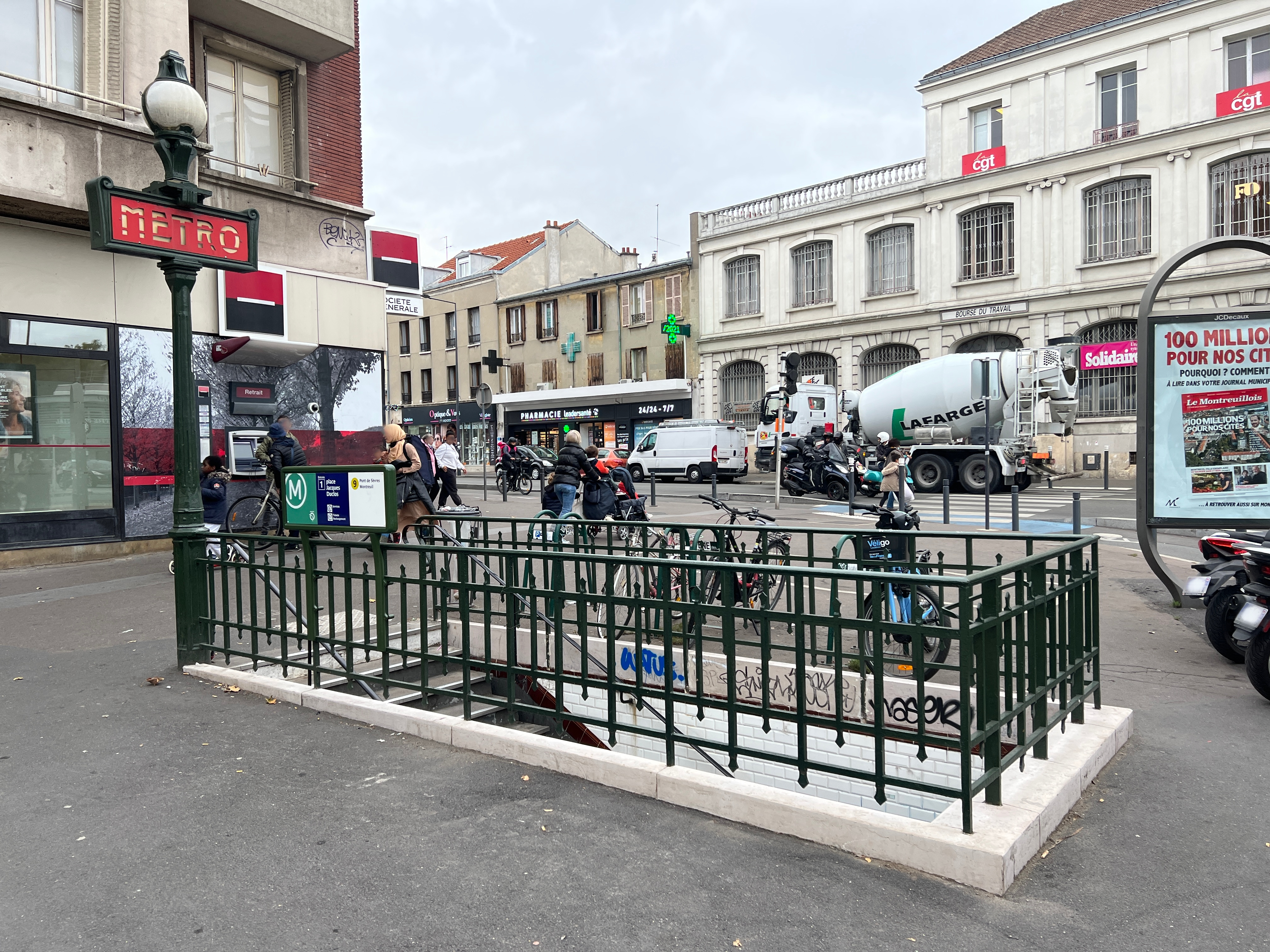
L'accès no 1 « Place Jacques-Duclos ».
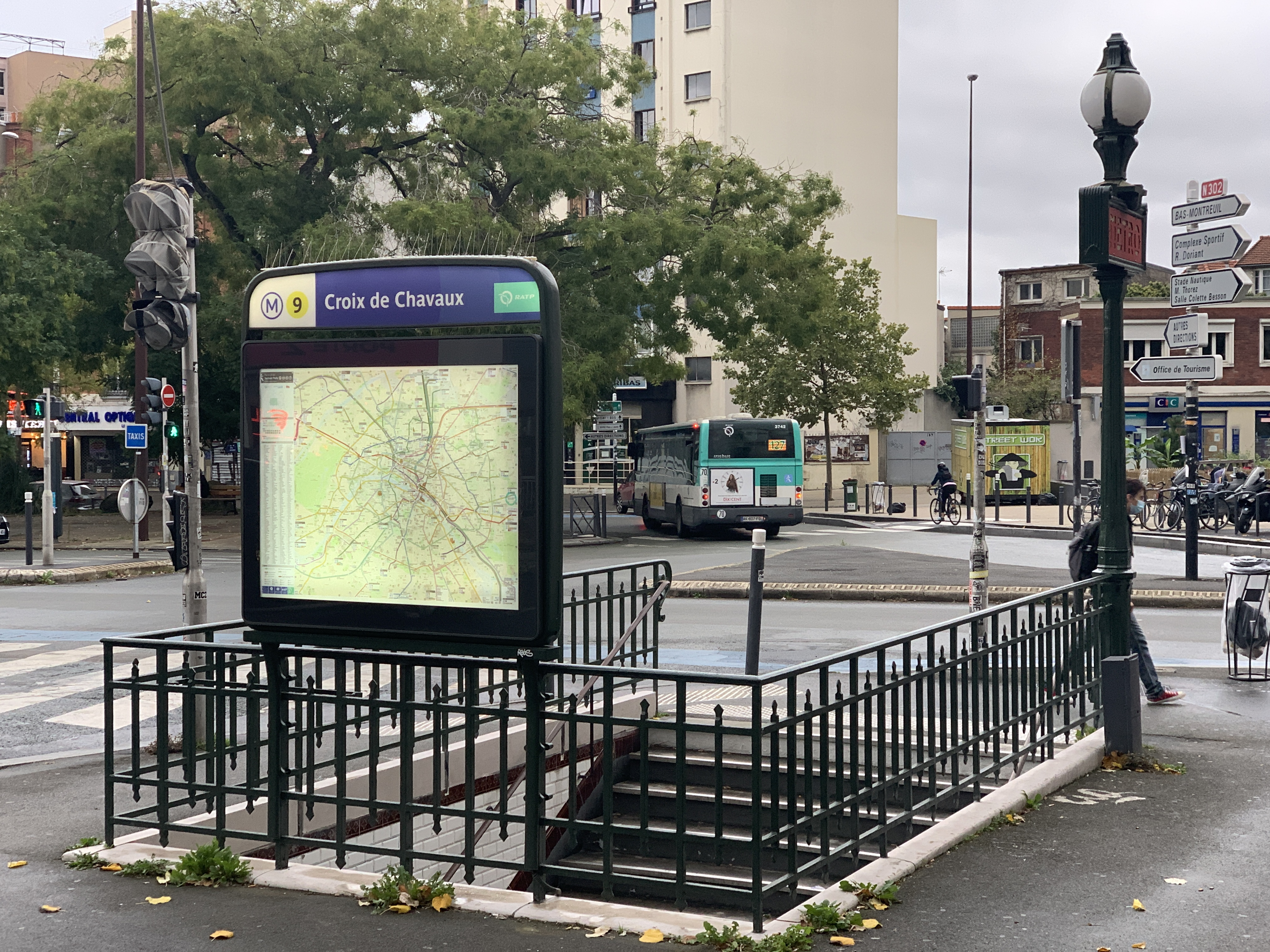
L'accès no 2 « Rue de Paris ».
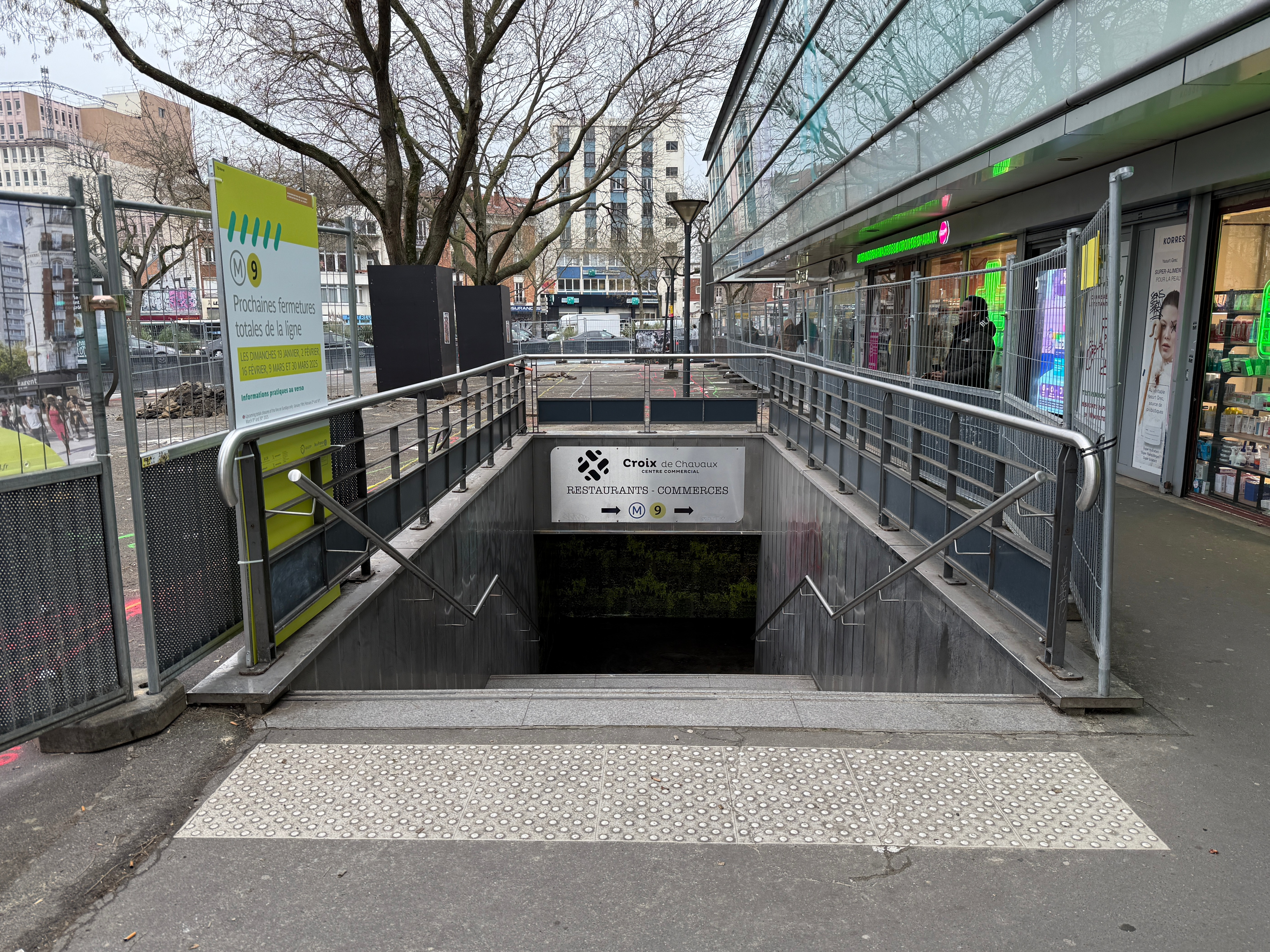
L'accès no 3 « Boulevard Chanzy ».
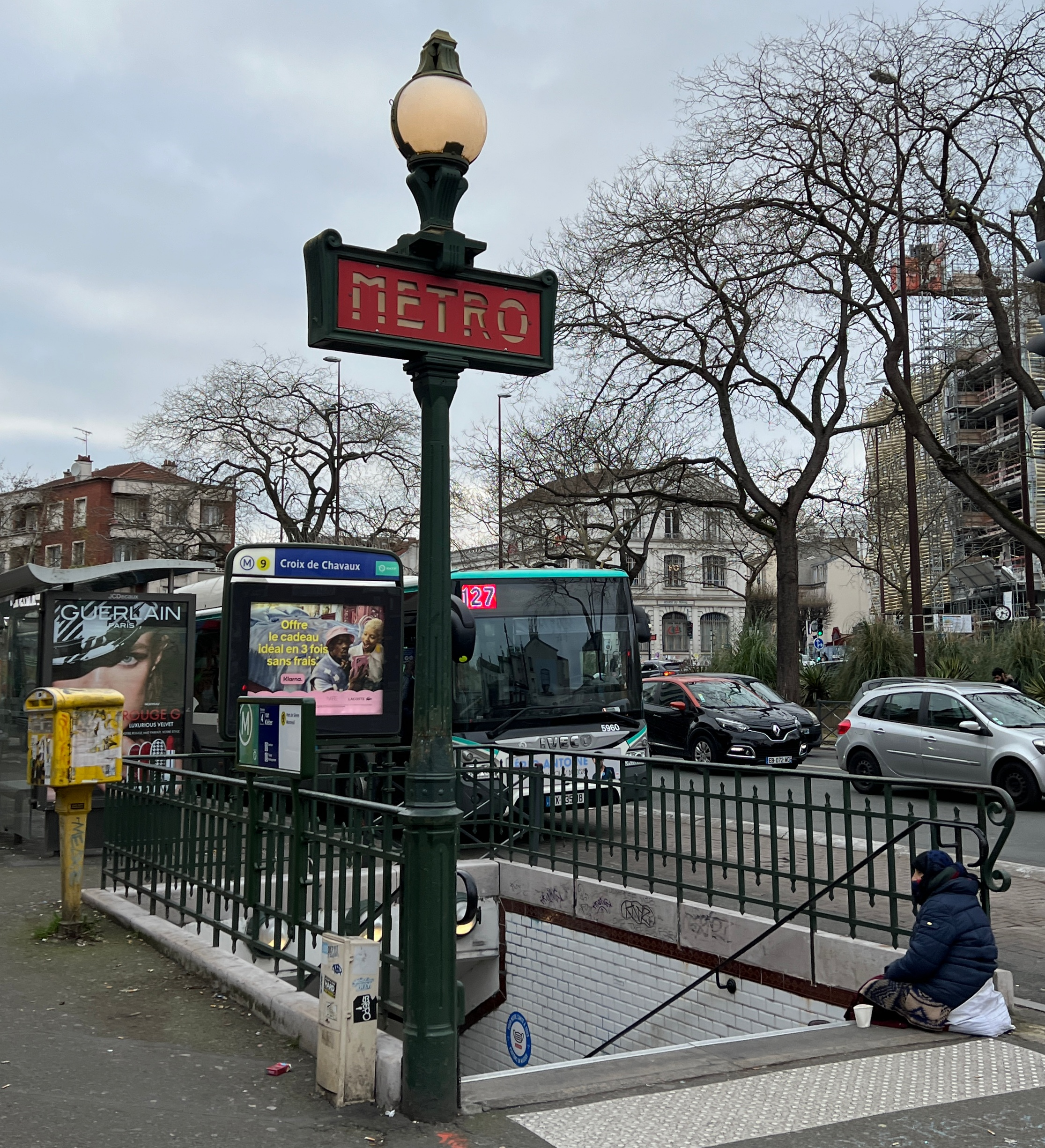
L'accès no 4 « Rue Kléber ».
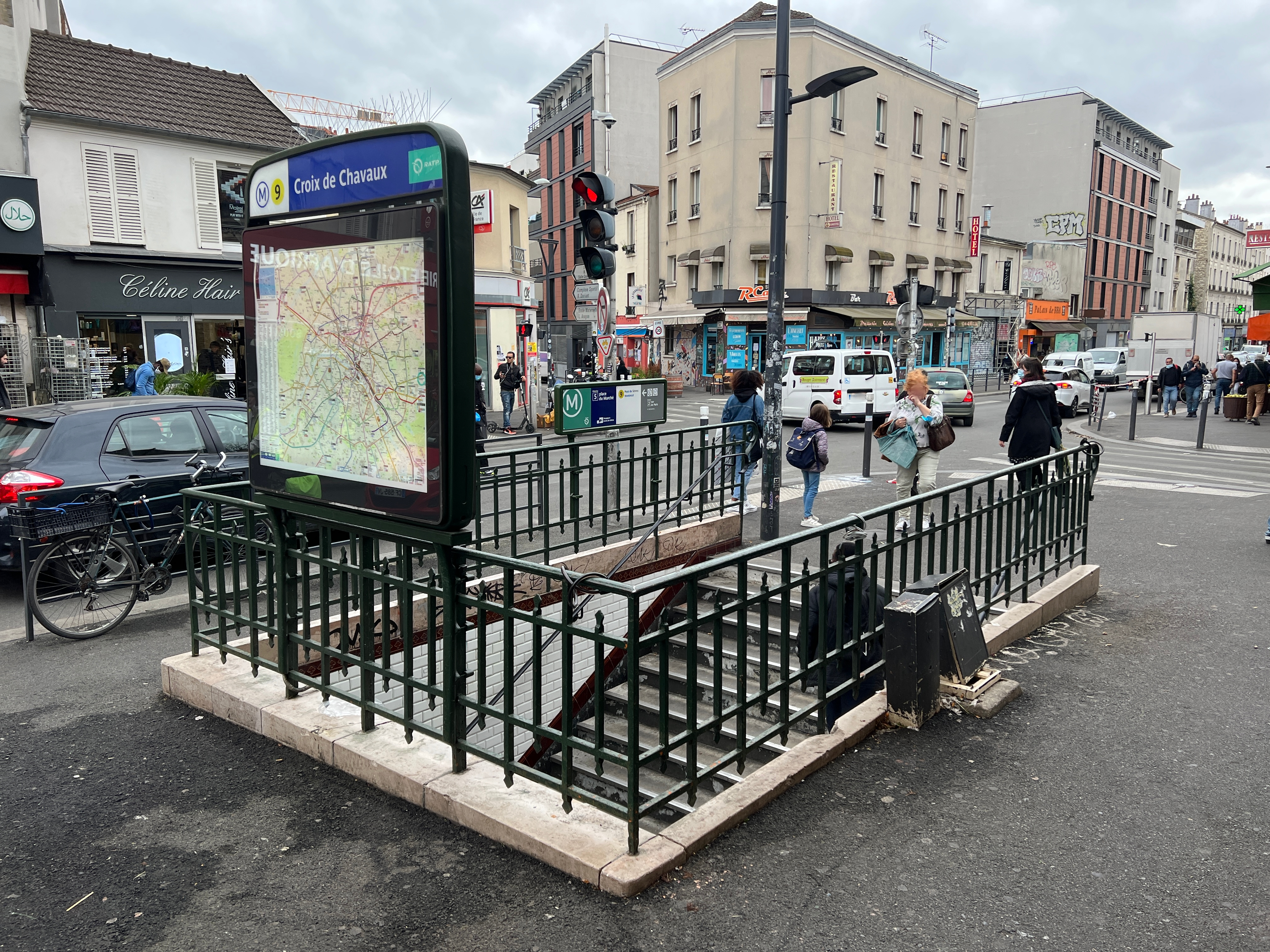
L'accès no 5 « Place du Marché ».

.

### Quais

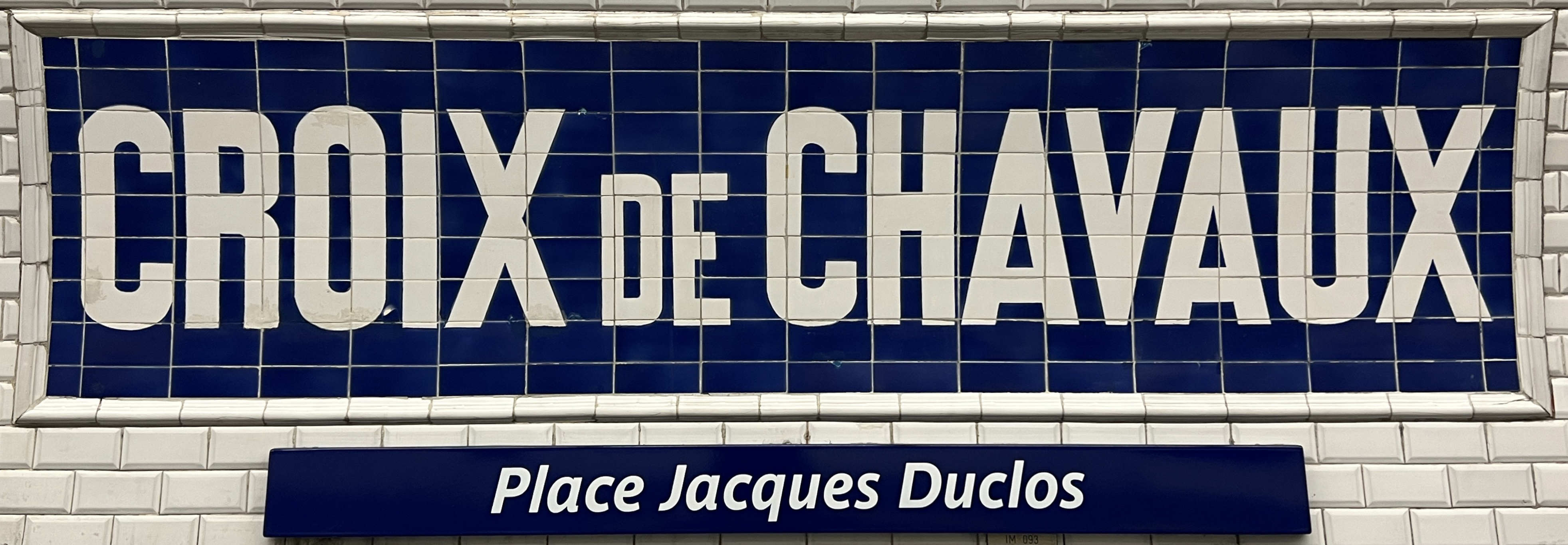
Nom de la station sur un quai.

Croix de Chavaux est une station de configuration standard : elle possède deux quais de 105 mètres de long séparés par les voies du métro et la voûte est elliptique. La décoration est de style « Andreu-Motte » jaune mais dont seules subsistent les deux rampes lumineuses. Les carreaux en céramique blancs biseautés recouvrent les piédroits, la voûte et les tympans. Les cadres publicitaires sont en faïence de couleur miel et le nom de la station est également en faïence dans le style de la CMP d'origine. Le sous-titre, quant à lui, est inscrit en police de caractères Parisine sur des plaques émaillées aux dimensions réduites. Les sièges sont de style « Akiko » de couleur jaune.

### Intermodalité
La station est desservie par les lignes 102, 115, 122, 127 et 202 du réseau de bus RATP et, la nuit, par les lignes N16 et N34 du réseau de bus Noctilien.

## À proximité

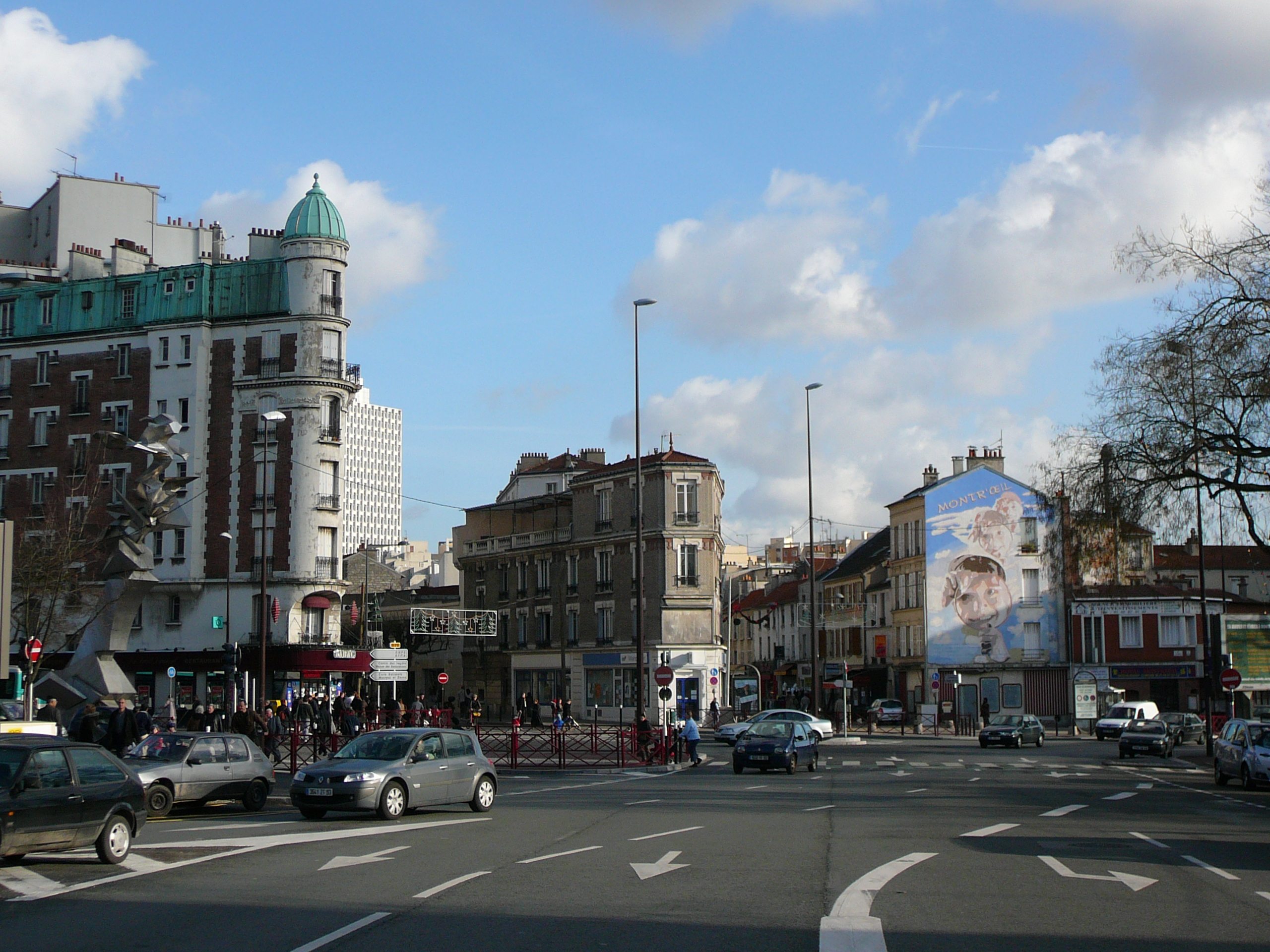
La place qui surplombe la station.

La station assure la desserte d'un centre commercial et du groupe scolaire Marcellin-Berthelot.